# Bjerringbro Kommune
| Strukturdaten       | Strukturdaten           |
| ------------------- | ----------------------- |
| Sitz der Verwaltung | Bjerringbro             |
| Fläche              | 206,57 km²              |
| Einwohner           | 14.013 (1. Januar 2006) |
| Kommunenummer       | 761                     |
| Kommune seit 2007   | Viborg Kommune          |

Die Bjerringbro Kommune im Viborg Amt war eine Kommune in Midtjylland in Dänemark. Sie entstand bei der Verwaltungsreform zum 1. April 1970. Bei der Verwaltungsreform zum 1. Januar 2007 ging sie zusammen unter anderem mit der Fjends Kommune, Karup Kommune, Møldrup Kommune und der Tjele Kommune in der Viborg Kommune auf.

## Geschichte

### Vorgängerkommune
Die Bjerringbro Sognekommune entstand zu Beginn der 1950er Jahre durch Zusammenlegung der Hjermind-Lee-Hjorthede Sognekommune mit 3.000 Einwohnern und dem Bjerring Sogn aus der Bjerring-Mammen Sognekommune mit 1.392 Einwohnern. Mammen Sogn verblieb als selbständige Sognekommune.

### Verwaltungsreform zum 1. April 1970
Bei der Verwaltungsreform zum 1. April 1970 entstand die Bjerringbro Kommune durch die Zusammenlegung von fünf Sognekommunen:
| Kommune          | Einwohnerzahl (1. Januar 1970) | Orte             | Einwohnerzahl (1. Januar 1976) | Einwohnerzahl (1. Januar 2004) |
| ---------------- | ------------------------------ | ---------------- | ------------------------------ | ------------------------------ |
| Bjerringbro      | 6.447                          | Bjerringbro      | 5.392                          | 7.357                          |
| Højbjerg-Elsborg | 1.227                          | Tange Rødkærsbro | 247 1.312                      | 254 1.656                      |
| Mammen           | 0.646                          | Mammen           | 251                            | 279                            |
| Sahl-Gullev      | 0.871                          | Sahl             | 260                            | 311                            |
| Vindum           | 2.021                          |                  |                                |                                |
| Insgesamt:       | 11.212                         |                  | 7.462                          | 9.857                          |

1. 1 2 3  
Rødkærsbro erstreckte sich über das Gebiet der Højbjerg-Elsborg und der Vindum Kommune.

Außerdem wurde die Vester Velling-Skjern Sognekommune mit 1.139 Einwohnern geteilt: Skjern Sogn kam zur Bjerringbro Kommune, Vester Velling Sogn kam zur Hvorslev Kommune. Hinzu kamen ein Flurstück aus dem Gerning Sogn in der Hvorslev Kommune und zwei Matrikeln und zwei Parzellen aus dem Viskum Sogn in der Tjele Kommune, außerdem ein Flurstück, 15 Matrikeln und fünf Parzellen aus dem Lee Sogn und 26 Matrikeln, sechs Parzellen aus dem Mammen Sogn.

## Sogne
Bjerringbro Kommune bestand aus folgenden Kirchspielsgemeinden (dän.: Sogn):
- Bjerring Kirkedistrikt (Middelsom Herred)
- Bjerringbro Sogn (Middelsom Herred)
- Elsborg Sogn (Lysgård Herred)
- Gullev Sogn (Houlbjerg Herred)
- Hjermind Kirkedistrikt (Middelsom Herred)
- Hjorthede Sogn (Middelsom Herred)
- Højbjerg Sogn (Lysgård Herred)
- Lee Sogn (Middelsom Herred)
- Mammen Sogn (Middelsom Herred)
- Sahl Sogn (Houlbjerg Herred)
- Skjern Sogn (Middelsom Herred)
- Vindum Sogn (Middelsom Herred)

## Bürgermeister
Während ihrer 36-jährigen Existenz hatte die Bjerringbro Kommune nur drei Bürgermeister:
| Zeitraum  | Name           | Partei  |
| --------- | -------------- | ------- |
| 1970–1982 | Søren Pedersen | Venstre |
| 1982–2002 | Viggo Raaby    | Venstre |
| 2002–2006 | Poul Vesterbæk | Venstre |

## Rathaus
Das ehemalige Rathaus der Bjerringbro Kommune am Realskolevej 10 wurde 2008 von Grundfos gekauft.